# Fredric Ulric Sparre
Fredric Ulric Sparre af Rossvik, född 13 januari 1719, död 14 juli 1777 på Rossvik, var en svensk militär. 

## Biografi
Sparre blev kammarherre 1744 och överste för Smålands kavalleriregemente 1762. Han blev riksråd våren 1772 i frihetstidens sista mössregering men tvingades avgå bara några månader senare efter Gustav III:s statskupp. Sparres politiska betydelse har betecknats som ringa. Han blev riddare av Svärdsorden 1757.
Sparre var son till kaptenen Per Sparre (1685–1725) och Sigrid Ebba Fleming samt gift med friherrinnan Juliana Brita Siöblad (1728–1775). Han var far till Fredrik Adolf Ulrik Sparre. Han ligger begraven i Sankt Nicolai kyrka i Nyköping.
Fredric Ulric Sparre tillhörde den obetitlade (lågadel) grenen av ätten Sparre som stammade från Bengt Göransson Sparre. Hans ättlingar, bland dem sjökaptenen och författaren Erik Sparre, kom i fem generationer att inneha det av hans svärmor Ulrika Juliana von Berchner 1769 stiftade fideikommisset Arnö söder om Nyköping.